# Hunsrück
El Hunsrück és un massís situat als estats alemanys de Renània-Palatinat i Saarland. Forma part del Massís Esquistós Renà i està limitat per les valls fluvials del Mosel·la (nord), el Nahe (sud), i el Rin (est). Hunsrück té la seva continuació amb les muntanyes Taunus en el costat oriental del Rin. Al nord darrere del Mosel·la continuen amb les Eifel. Al sud del Nahe, es troba la regió del Palatinat.
Moltes de les turóns no superen els 400 m. Hi ha diverses carenes de cims al Hunsrück, totes amb noms propis com el Schwarzwälder Hochwald, el Idarwald, el Soonwald i el Binger Wald. El pic més alt és el Erbeskopf (816 m).
Les ciutats destacades que es troben Hunsrück són Simmern, Kirchberg, Idar-Oberstein, Kastellaun i Morbach. El aeroport de Frankfurt-Hahn, un aeroport de transport de mercaderies i passatgers de baix cost, es troba també a la regió.
El clima a Hunsrück es caracteritza per un temps plujós. S'explota pissarra en aquestes muntanyes.
La sèrie televisiva Heimat, del director Edgar Reitz, transcorre en una població fictícia del Hunsrück.